# Isak Jansson (fotbollsspelare)
Isak Alexander Jansson, född 31 januari 2002 i Kinna, är en svensk fotbollsspelare som spelar för österrikiska Rapid Wien.

## Karriär

### I klubblag
Jansson började spela fotboll som femåring i Kinna IF och som elvaåring bytte han till Skene IF där han nådde A-laget redan som 16-åring. I maj 2018 gick flytten till Kalmar då han skrivit kontrakt med Kalmar FF som lyckats värva talangen i konkurrens med många andra klubbar; flera från Allsvenskan men också utländska klubbar som Tottenham, Manchester City och Borussia Dortmund.
Säsongen 2018 blev Jansson, i en match mot Hammarby, den första svensken född 2002 att bli uttagen i en allsvensk matchtrupp  och i augusti året därpå flyttades han upp A-truppen. Redan i september samma år gjorde han debut i Allsvenskan genom att bli inbytt i den 76:e minuten I KFF:s hemmamatch mot Malmö FF. 
I mars 2020 gjorde Jansson två mål en match i Svenska cupen mot Jönköping Södra och i juni gjorde han i den allsvenska premiären borta mot IFK Norrköping debut från start.
I juli 2022 värvades Jansson av spanska Cartagena. I februari 2024 lånades han ut till österrikiska Rapid Wien på ett låneavtal fram till sommaren. I maj 2024 utnyttjade Rapid Wien en köpoption i låneavtalet och Jansson skrev på ett fyraårskontrakt med klubben.

### I landslag
I september 2017 debuterade Isak för P15-landslaget i en 3–2-förlust borta mot Norge. I september ett år senare gjorde han sin första match för P17-landslaget i en 1–0-vinst hemma mot Montenegro i kvalet till U17-EM.

## Spelstil
Isak Janssons spelstil präglas av kvickhet, bra teknik, spelsinne men även styrka.

### I landslag
Sverige
- U17-landskamper/mål: 20/2